# Комма
Ко́мма (греч. κόμμα — отрезок) в теории музыки — общее название для микроинтервалов величиной около 1/7 — 1/10 целого тона, возникающих, как правило, при сопоставлении однотипных интервалов в различных музыкальных строях. Наиболее известны синтоническая (дидимова) комма и пифагорейская (пифагорова) комма. Известны также искусственная (гольдерова или арабская) и септимальная (архитова) коммы.
Существуют и коммы менее 1/10 целого тона, например, комма Меркатора, что не противоречит определению коммы как разницы между математическими величинами двух тонов, приблизительно равных по высоте. Исходя из этого определения разновидностями коммы следует признавать, например, малый диезис, величиной более 1/7 целого тона и схизму, величиной менее 1/10 целого тона.
Обычная равномерная темперация уничтожает все разновидности коммы, кроме редких исключений. Когда говорят о комме без уточнения её имени, речь идёт о синтонической комме.

## История
Несмотря на древность термина (в античные времена активно употреблялся в контексте риторических учений), первое свидетельство употребления коммы как музыкально-теоретического термина относится только к V веку н. э. Оно находится в комментарии Прокла на «Тимей» Платона (у самого Платона термина «комма» нет). В латинской литературе первое свидетельство коммы — в трактате «Основы музыки» (около 500 года) Боэция. Прокл определяет комму (в Новое время названную «пифагоровой») как разность апотомы и лиммы, но вычисляет её как разность отношений целого тона и двух лимм (это вычисление Прокла, впрочем, содержит арифметическую ошибку). Боэций знает эти способы, добавляя к ним также вычисление коммы как разности между шестью целыми тонами и октавой. Боэций (De inst. mus III, 10). По его мнению, комма — это наименьшее (или «самое последнее») из того, что слух человека способен воспринять (est enim comma, quod ultimum conprehendere possit auditus). В наше время хорошо известно, что это не так. Не только пифагорейская комма, но и её доли доступны для восприятия человеческим слухом.
Выполнение обычной равномерной темперации, например, требует умения слышать 1/12 пифагорейской коммы. Именно на такой интервал должна быть уменьшена каждая натуральная чистая квинта (3:2), чтобы упомянутая настройка успешно завершилась. Этот способ выполнения темперации утвердился в результате исторического развития так называемых «хороших темпераций», предложенных во времена И. С. Баха.

## Пифагорейская комма
Двенадцать квинт в сумме должны дать семь октав. Однако в пифагорейском строе (в котором соотношение частот тонов, образующих квинту, равно 3:2) есть разница, называемая пифагорейская, или пифагорова комма, равная примерно четверти полутона:
{\displaystyle {\frac {\left({\frac {3}{2}}\right)^{12}}{2^{7}}}={\frac {3^{12}}{2^{19}}}={\frac {531441}{524288}}\approx 23{,}46\;} цента.

## Синтоническая комма
Называется также дидимова комма, по имени Дидима Музыканта, учёного I века до н. э., впервые описавшего терцию 5:4 в тетрахорде диатонического рода (музыкально-теоретическое учение Дидима не сохранилось; известно в изложении Птолемея и Порфирия). Само словосочетание «дидимова комма» появилось, по-видимому, в Новое время. В античных трактатах о музыке (греческих и латинских) термина «дидимова комма» нет.
Если сложить вместе четыре чистые квинты (3:2) и вычесть две октавы (2:1), то получится пифагорейская большая терция (дитон):
{\displaystyle {\frac {\left({\frac {3}{2}}\right)^{4}}{2^{2}}}={\frac {3^{4}}{2^{6}}}={\frac {81}{64}}\approx 407{,}82\;} цента.
Дитон больше натуральной большой терции (81:64 > 5:4) на синтоническую (или дидимову) комму:
{\displaystyle {\frac {81}{64}}:{\frac {5}{4}}={\frac {81}{64}}*{\frac {64}{80}}={\frac {81}{80}}\approx 21{,}51\;} цента.

## Искусственная комма
Об искусственной комме известно следующее:

Николай Меркатор, скромное лицо и ученый и разумный математик <…> вывел гениальное изобретение поиска и применения наименьшей общей меры всех гармонических интервалов, не строго идеальной, но очень близкой к ней. Предполагая комму 1/53-й частью октавы <…> эту 1/53-ю он называет искусственная комма не точная, но отличающаяся от истинной природной коммы приблизительно на 1/20 часть коммы
Оригинальный текст (англ.)Nicholas Mercator a modest person and a learned and judicious mathematician <…> has deduced an ingenious invention of finding and applying a least common measure to all harmonic intervals, not precisely perfect, but very near to it. Supposing a comma to de 1/53 part of diapason <…> wich 1/53 he calls an artificial comma not exact, but differing from the true natural comma about 1/20 part of a comma
— Гольдер (цит. по книге Г. Римана)
В музыкальной теории искусственную комму называют также гольдеровой коммой, иногда арабской коммой; этот микроинтервал находится между любой парой соседних высот в системе 53 равных делений октавы (1200 центов) и его величина легко вычисляется:
{\displaystyle {\frac {1200}{53}}\approx 22{,}6415\;} цента.
Искусственная комма одинаково пригодна и удобна для использования вместо пифагорейской и дидимовой комм. Она позволяет не делать различий между дидимовыми и пифагорейскими коммами в уточнённой музыкальной нотации. Только один универсальный набор знаков альтерации для указания комматической разницы необходим и достаточен. Отпадает нужда в соблюдении упомянутых различий и для постройки музыкальных инструментов.
Наряду с указанием на сообщение Гольдера о существенном вкладе в теорию музыки скромного Николая Меркатора, признанный музыкальный теоретик рубежа XIX—XX веков Гуго Риман опубликовал также следующее утверждение: 

математики неопровержимо доказали, что для свободного пользования всеми тональностями только система из 53 ступеней в октаве лучше, нежели употребительная система в 12 равномерно темперованных— Г. Риман

## Комма Меркатора
Выше отмечено, что комма Меркатора гораздо меньше самых известных комм, так как является разницей между цепями из 53 натуральных квинт и 31 натуральной октавы с величиной:
{\displaystyle {\frac {\left({\frac {3}{2}}\right)^{53}}{2^{31}}}={\frac {3^{53}}{2^{84}}}={\frac {19383245667680019896796723}{19342813113834066795298816}}\approx 3{,}6150\;} цента.
Зауживая каждую натуральную квинту на ничтожную величину в 1/53 коммы Меркатора, получают так называемый цикл Меркатора, замыкающий цепь 53 таких квинт, что приводит к делению октавы на 53 искусственных коммы. Подобно уничтожению пифагорейской коммы в цикле 12 равномерно темперированных квинт, цикл Меркатора уничтожает комму Меркатора, но пифагорейская комма не уничтожается, а заменяется почти такой же искусственной.

## Комма и музыка
Комма не образует отдельной ступени в традиционных западноевропейских модальных ладах и в мажорно-минорной тональности (и, соответственно, не наделяется особой ладовой функцией), однако используется музыкантами (вокалистами и исполнителями на инструментах с нефиксированными звукорядами, например, на скрипке) для придания исполнению большей выразительности.
Вопреки бытующему мнению о возможности исключения коммы из ряда интервалов, необходимых для полноценного музицирования, есть факты в пользу иных взглядов:

<…>под словом «комма» можно понимать всякий интервал, не существующий в качестве физического объекта, но зато в качестве психического объекта отталкивающий два нестабильных тона друг от друга и вызывающий их тяготения к стабильным тонам<…> Я полагаю, что комма как психический объект существовала в различных звуковысотных системах — от самых примитивных до тех, которыми мы сегодня пользуемся. Например, в нашей тональности «С» комма как психический объект существует на каждой черной клавише. Однако равномерная темперация может комму не только элиминировать, но и эмансипировать, то есть превратить ее из объекта психического в физический. 12-тоновая темперация элиминировала комму. При этом интервалы тяготения (м.2) и отталкивания (ув.1) оказались равными друг другу. Темперация, эмансипирующая комму, приведёт к тому, что интервалы тяготения и отталкивания окажутся неравными друг другу. Возможные типы темпераций, эмансипирующих комму, это такие темперации, при которых интервал тяготения будет относиться к интервалу отталкивания как 1/2, 2/3, 3/4 etc. Оптимальным является отношение 2/3. Комма при этом составит половину интервала тяготения — условие необходимое и достаточное для эмансипации коммы как интервала меньшего, чем уже существующие. Такая эмансипация «черноклавишной коммы» и дает 29-тоновую систему. То есть 29-тоновая темперация не отменяет предыдущих систем, но представляет собой одновременно микро- и макрокосмос музыкальной звуковысотной системы.— В. Б. Брайнин
.

Прибавление или отнятие коммы сообщает … обоим звукам любого интервала совершенно иную динамическую направленность … В темперации добавки коммы срезаны (вместо диатонического полутона с коммой добавлен аморфный темперированный полутон) … Логикой музыкального мышления управляют отношения и взаимодействия звуков внутри системы в её нетемперированном (для нас — детемперированном) виде.— А. С. Оголевец

Если принять в качестве наименьшего интервала величину пифагоровой коммы (24 цента) как интервала, свободно различаемого нашим слухом, (ещё аль-Фараби утверждал, что этот интервал должен считаться одним из основных в музыкальной теории и практике, и в границах октавного диапазона назвать типичные, наиболее устойчивые интервалы, то можно определить почти 30 ступеней, являющихся осознанными и творчески используемыми в мелодических структурах музыкальной практики многих народов Востока.— Г. А. Когут

Исследуя перс. восту, хорасанский танбур, Ф[араби] вычислил пифагорейский большой целый тон (см. Пифагоров строй), распадающийся на 3 микроинтервала (две лиммы и комма). Этот целый тон явился основой 17-ступенного звукоряда, разрабатывавшегося ср.-век. теоретиками Востока.— О. В. Русанова
В Азербайджане коммами вполне осознанно пользуются в традиционной музыке, наряду с поисками подходящих систем их нотации.

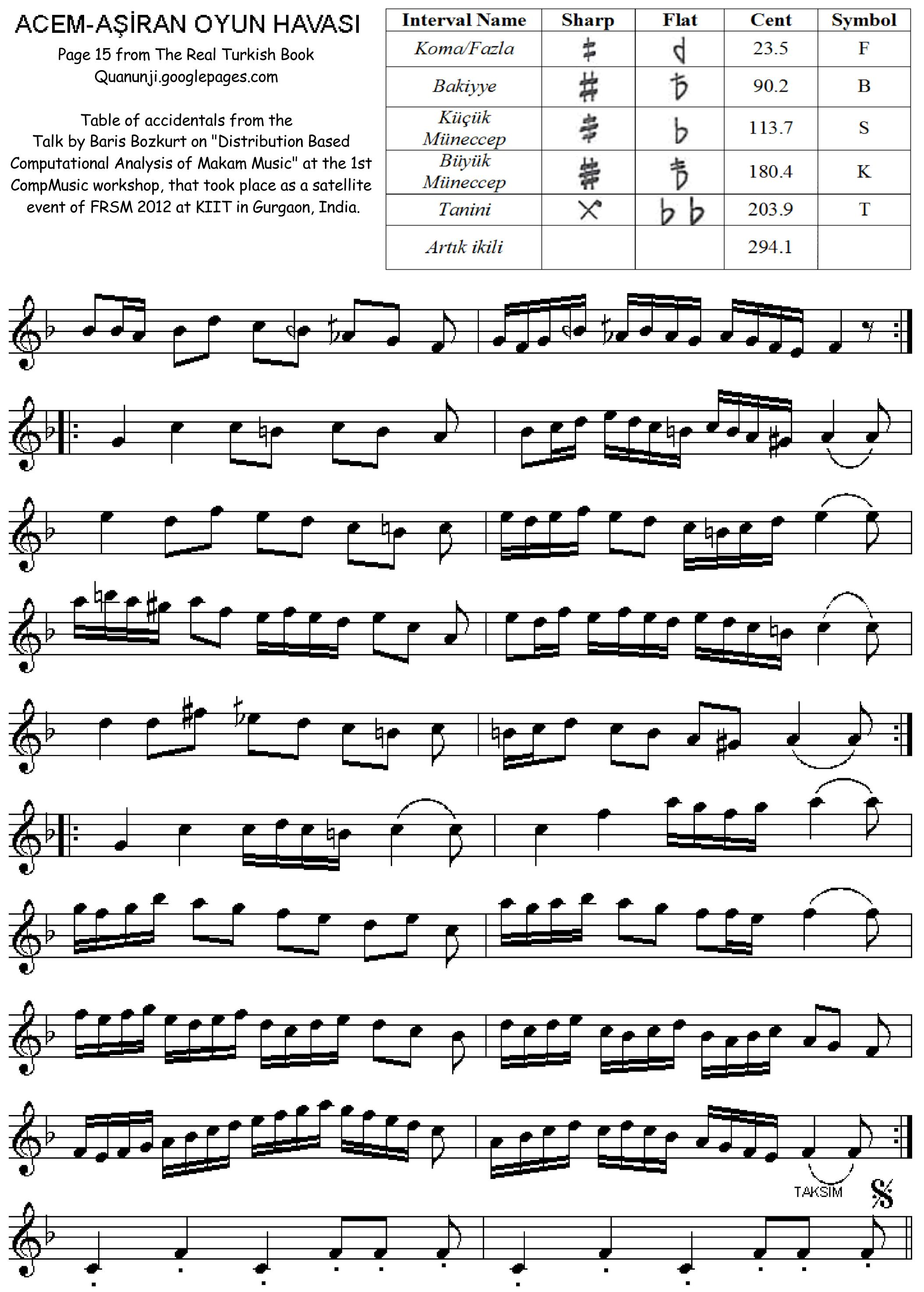

Современная нотная письменность Турции прямо указывает на использование коммы в турецкой музыке. В тактах 3..11 предлагаемого нотного примера требуется исполнять ноту си-бекар (турецкое имя bûselik), однако в первых двух тактах предписано играть ноту си-на-комму-ниже (segâh). Самостоятельные имена у двух нот на расстоянии коммы свидетельствуют о существовании в турецкой гамме комматической ступени.

Одна из особенностей нар. мелодий — их ладовая переменность (постоянные кратковременные отклонения из одного лада в другой). Особая «цветистость» мелоса объясняется также повышением и понижением диатонич. ступеней на комму; в Т[урецкой] м[узыке] <…> существует особая ладовая система (турецкие теоретики считают, что этой системе соответствует шкала, имеющая 24 ступени в октаве). Многие турецкие лады аналогичны европейским, однако в турецкой теории они имеют особые названия: напр., натуральный мажор с опорными I и V ступенями и пониженной на комму VI ступенью называется маххур, с теми же опорными ступенями и пониженной на комму III ступенью — раст— Музыкальная энциклопедия
Другим неоспоримым свидетельством являются специальные знаки альтерации, предписывающие комматические повышения/понижения нот.
В Турции распространилось использование системы 53 искусственных комм в октаве, как опорной для теории, совместимой с практикой музицирования.
В Индии, по древнему определению, так называемые шрути воспринимают как звуковысотные интервалы. Известны три их разновидности: прамана, нйуна и пурана шрути. Разновидностям могут быть сопоставлены числовые величины: прамана шрути (70 центов), нйуна шрути (22 цента) и пурана шрути (90 центов), которые с неплохим приближением получаются из искусственных комм системы 53РДО. Это означает, что в индийской классической музыке с древних времён известны интервалы, сравнимые с коммой: они имеют собственные имена и востребованы наравне со всеми другими интервалами.

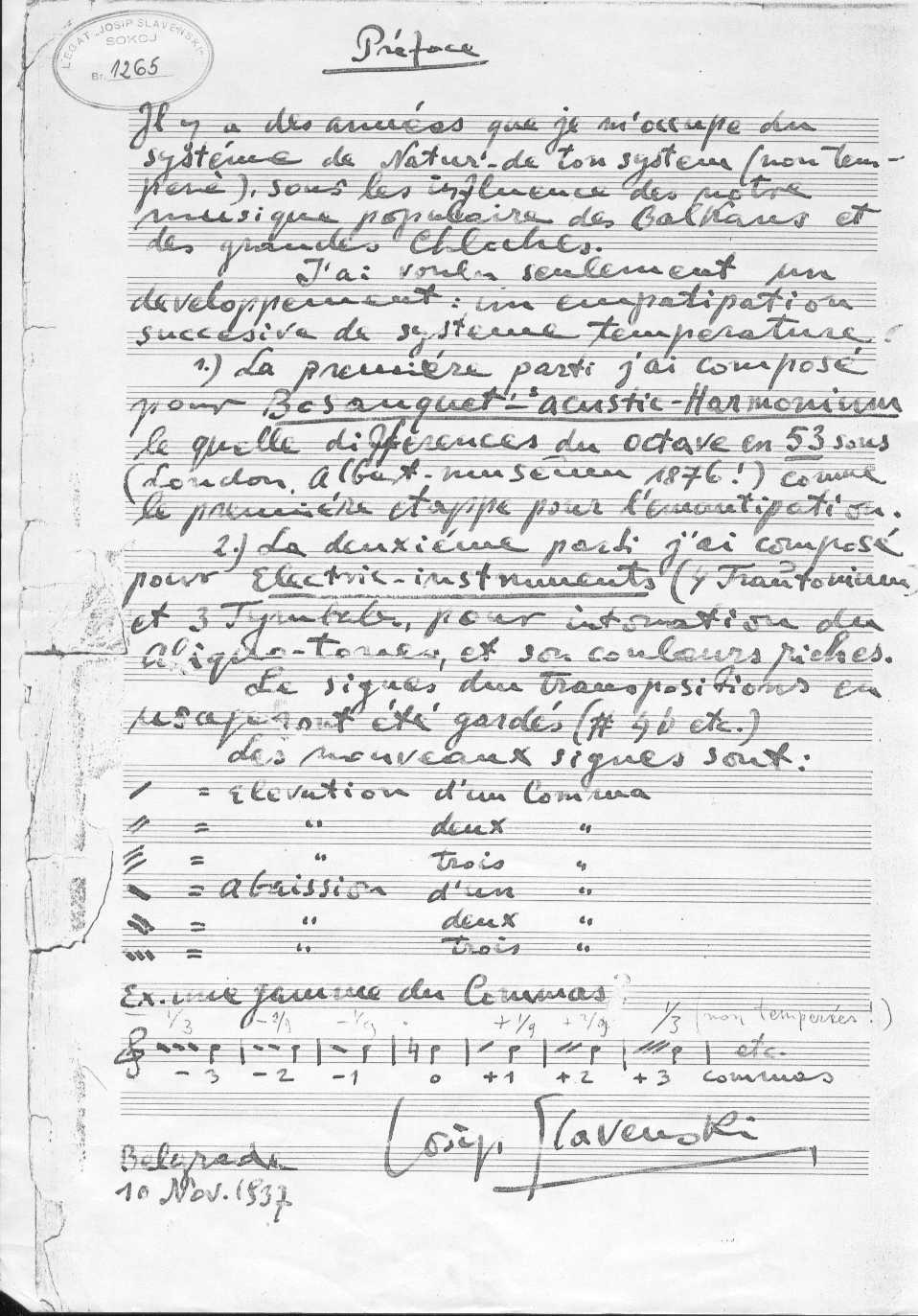

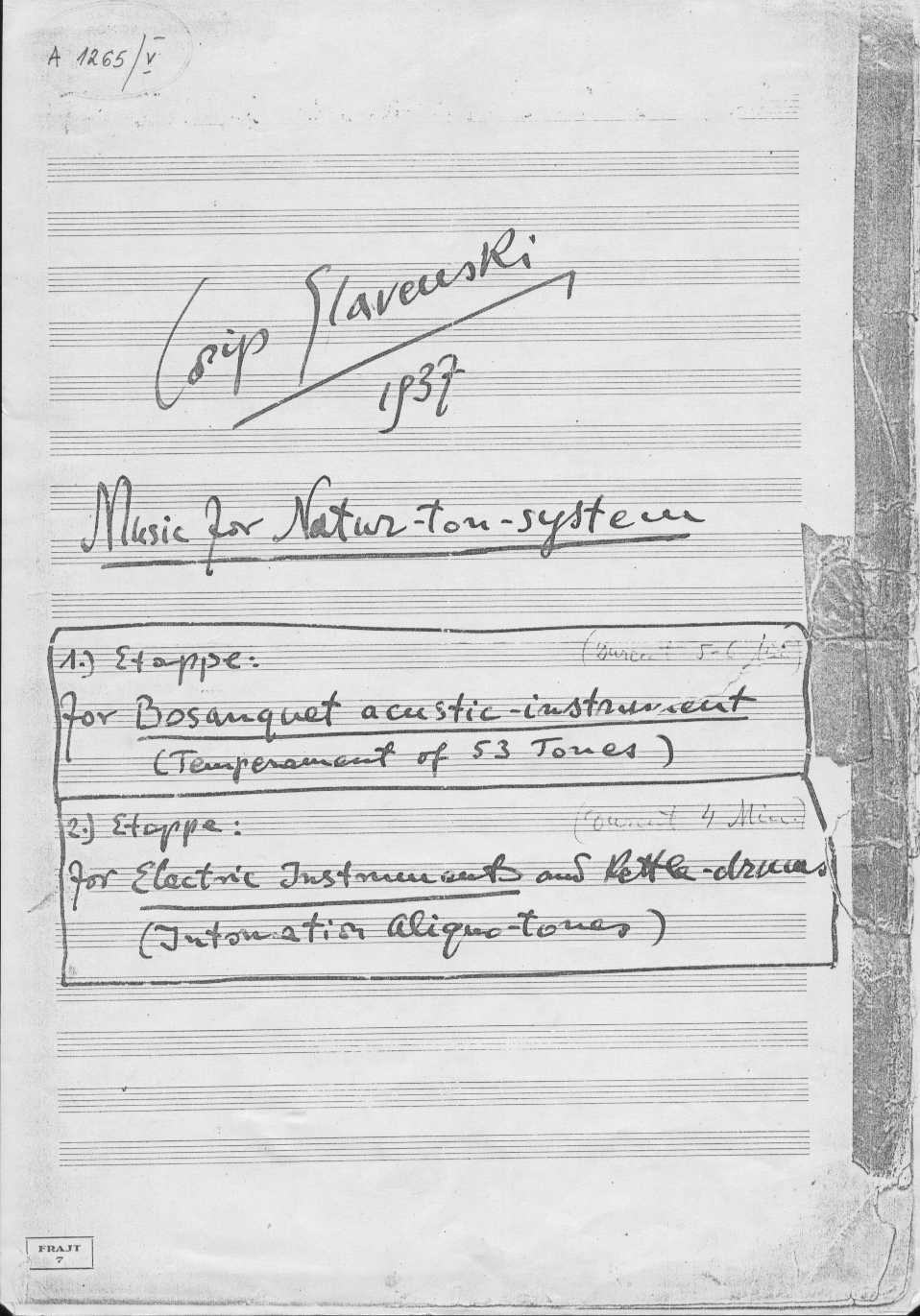

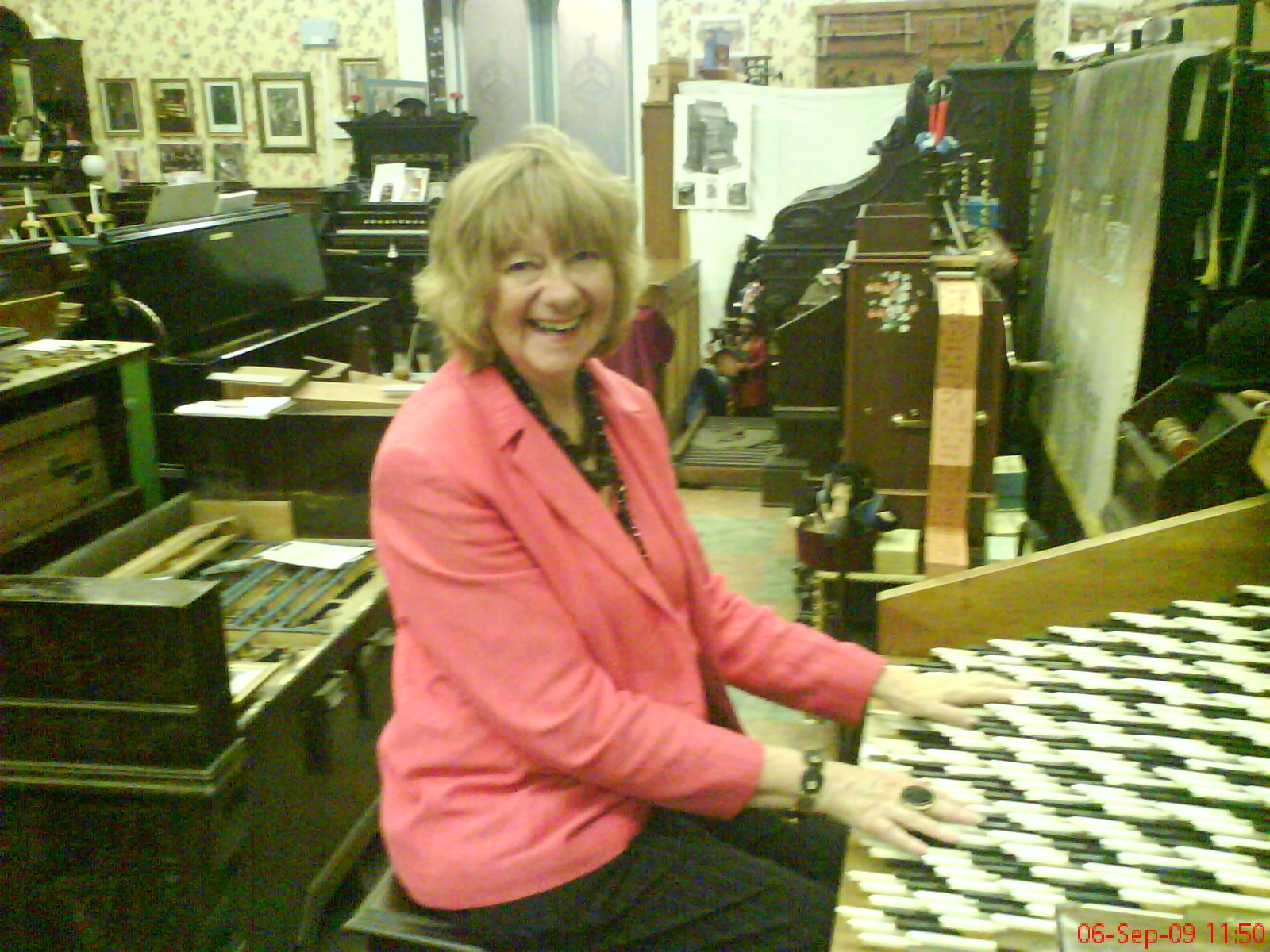
Courtesy of the Sciense Museum, London. Пэм Флюк у клавиатуры энгармонической фисгармонии Р. Х. М. Бозанкета (Англия, 1872; восстановлен в 2006). 53РДО, 84 клавиши на октаву

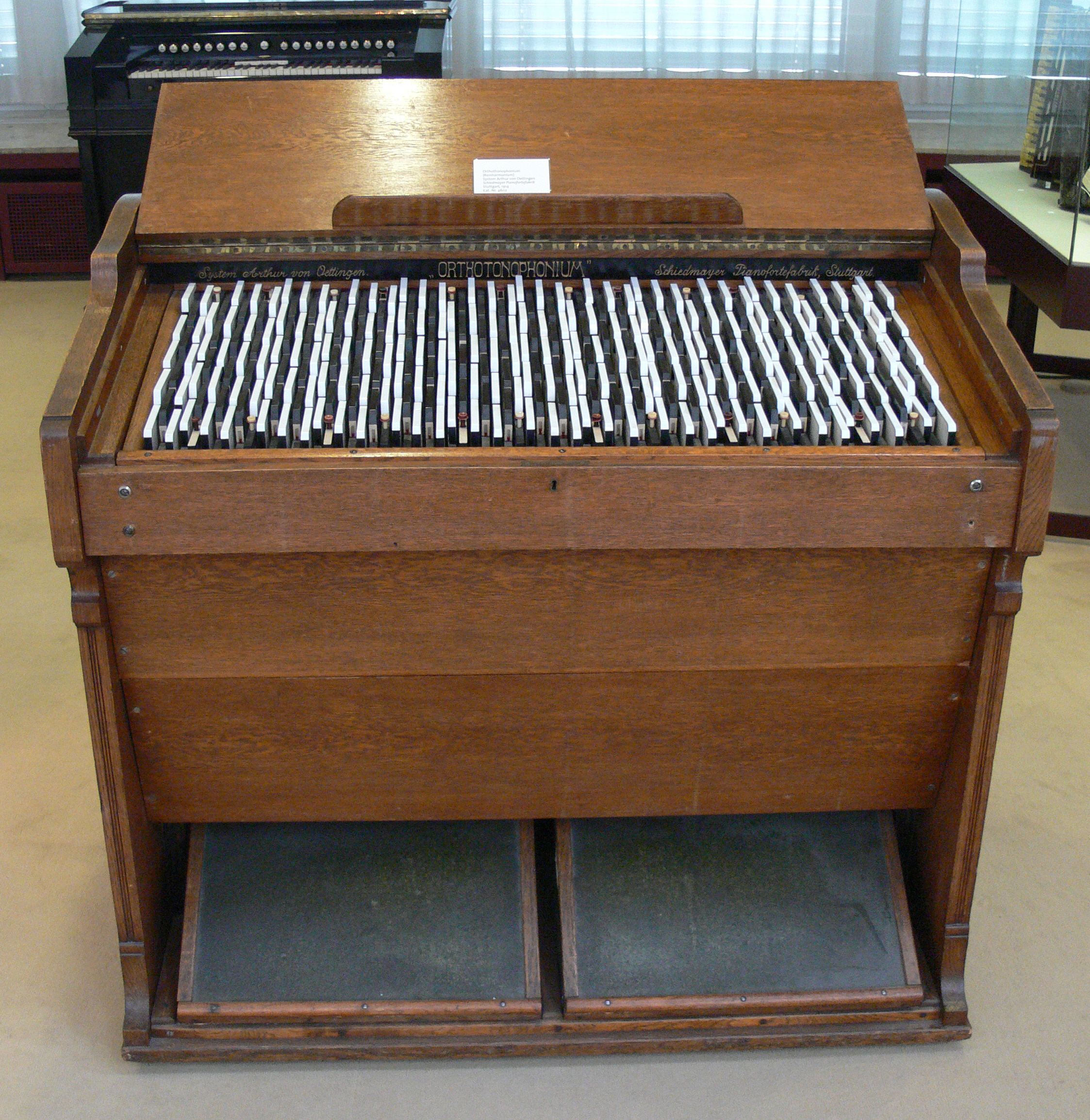

В западной музыке подтверждением постоянного стремления употреблять комму могут служить несколько сотен лет истории появления многочисленных проектов и даже изготовленных клавишных инструментов фиксированного строя необычной темперации (или совсем без неё), где ступени на расстоянии коммы специально предусмотрены, обеспечивая возможность практического исследования своих функциональных свойств.

Дидимова комма играет в новейшей музыкальной науке столь же важную роль, как пифагорова в вычислениях равномерной темперации, в особенности в работах, посвящённых проведению, в противоположность всем темперациям, чистого строя (Гауптман, Гельмгольц, фон Эттинген, Энгель, Танака и т. д.)— Г. Риман
Одним из тех, кто показал это практически, был югославский композитор И. Славенски. Первая часть его сочинения «Музыка для натур-тон-системы» написана для энгармонической фисгармонии (энгармониума) Бозанкета, первого в мире музыкального инструмента с октавами из цепочек 53 искусственных комм.
Игра на таких инструментах немыслима без комматической нотации, впервые разработанной Бозанкетом же. Славенски схематически изложил её в преамбуле партитуры и явным образом применил в первой части.
За построенным в 1871—72 годах акустическим инструментом Бозанкета последовали поддерживающие систему деления октавы на 53 искусственные коммы фисгармонии американского мастера Дж. П. Уайта. У одного из трёх им построенных акустических инструментов есть именная табличка:

Гармон No.3, Джэс. Пол Уайт, Изобретатель и Производитель, 1883
Оригинальный текст (англ.)Harmon No.3, Jas. Paul White, Inventor & Maker, 1883

Он хранится в консерватории г. Бостон, США. Конструкция клавиатуры и устройство гармонов Уайта во многом отличается от прототипа Бозанкета. Однако соблюдается осуществлённый Бозанкетом принцип сохранения одинаковой аппликатуры в исполнениях одной и той же пьесы от разных нот.
Подобно уникальному энгармониуму Бозанкета и своеобразным гармонам Уайта акустические инструменты с полными наборами искусственных комм были изготовлены по разработкам упомянутого Риманом Эттингена и в Германии (1914). Конструкция их клавиатур претендует на эргономически продвинутую версию решения Бозанкета. Показательно, что их назвали орфотонофониумы, то есть звучащие верными тонами. Этим подчёркнуто, что слух воспринимает играемую в системе 53 искусственных комм тональную музыку, как верно звучащую. На фотографии можно видеть один из орфотонофониумов, храняцийся в Берлине. Несколько верных аккордов этого экземпляра можно также услышать. Ещё один орфотонофониум хранится в Лейпциге.

## Интересные факты
- В 1990 году для коммы, представляющей собой разницу между 665 квинтами и 389 (в источнике ошибка: 359) октавами, было предложено имя сатаническая[36]. Её величина менее 1/10-й цента (точнее 0,076 цента), а название пародирует имя синтонической коммы. Смысл имени ещё отражает тот факт, что в цепи чистых квинт 666-е звено оказывается неразличимой подделкой истинной октавной версии начального звена этой цепи. Таким образом, 666-я квинта создаёт сатанически ложное замыкание квинтовой спирали. Другим лицом, независимо и гораздо позже[37] было замечено, что первое ложное замыкание этой спирали (с разницей в пифагорейскую комму) создаёт 12-я квинта,13 звено которой в спирали оказывается так называемой чёртовой дюжиной, а последнее имеющее смысл — сатаническим числом.
- Иногда коммой Меркатора называют искусственную комму, хотя имя искусственная дал ей сам Меркатор.